# Nadine Fähndrich
Nadine Fähndrich (Schwarzenberg, 16 oktober 1995) is een Zwitserse langlaufster. Ze vertegenwoordigde haar vaderland op de Olympische Winterspelen 2018 in Pyeongchang.

## Carrière
Bij haar wereldbekerdebuut, in december 2015 in Davos, scoorde Fähndrich direct wereldbekerpunten. In januari 2017 behaalde de Zwitserse in Val Müstair haar eerste toptienklassering in een wereldbekerwedstrijd. Op de wereldkampioenschappen langlaufen 2017 in Lahti eindigde ze als 25e op zowel de sprint als de 10 kilometer klassieke stijl. Op de teamsprint eindigde ze samen met Laurien van der Graaff op de zevende plaats, samen met Laurien van der Graaff, Natalie von Siebenthal en Seraina Boner eindigde ze als zevende op de estafette. Tijdens de Olympische Winterspelen van 2018 in Pyeongchang eindigde Fähndrich als twintigste op de sprint en als 27e op de 15 kilometer skiatlon. Op de teamsprint eindigde ze samen met Laurien van der Graaff op de vierde plaats, samen met Laurien van der Graaff, Natalie von Siebenthal en Lydia Hiernickel eindigde ze als zevende op de estafette.
In februari 2019 stond de Zwitserse in Cogne voor de eerste maal in haar carrière op het podium van een wereldbekerwedstrijd. In Seefeld nam ze deel aan de wereldkampioenschappen langlaufen 2019. Op dit toernooi eindigde ze als vijfde op de 10 kilometer klassieke stijl en als zevende op de sprint. Op de teamsprint eindigde ze samen met Laurien van der Graaff op de achtste plaats, samen met Laurien van der Graaff, Lydia Hiernickel en Natalie von Siebenthal eindigde ze als tiende op de estafette. Op 19 december 2020 boekte Fähndrich in Dresden haar eerste wereldbekerzege. Op de wereldkampioenschappen langlaufen 2021 in Oberstdorf eindigde ze als 33e op de sprint en als 38e op de 30 kilometer klassieke stijl. Op de teamsprint veroverde ze samen met Laurien van der Graaff de zilveren medaille, samen met Laurien van der Graaf, Lydia Hiernickel en Alina Meier eindigde ze als zevende op de estafette.

## Resultaten

### Olympische Spelen
| Jaar | Plaats      | Resultaten                                                                                  |
| ---- | ----------- | ------------------------------------------------------------------------------------------- |
| 2018 | Pyeongchang | 20e Sprint (vrije stijl) 27e 15 km skiatlon 4e Teamsprint (vrije stijl) 7e 4×5 km estafette |

### Wereldkampioenschappen
| Jaar | Plaats     | Resultaten                                                                                                |
| ---- | ---------- | --- |
| 2017 | Lahti      | 25e Sprint (vrije stijl) 25e 10 km klassieke stijl 7e Teamsprint (klassieke stijl) 7e 4×5 km estafette    |
| 2019 | Seefeld    | 7e Sprint (vrije stijl) 5e 10 km klassieke stijl 8e Teamsprint (klassieke stijl) 10e 4×5 km estafette     |
| 2021 | Oberstdorf | 33e Sprint (klassieke stijl) · 38e 30 km klassieke stijl · Teamsprint (vrije stijl) · 7e 4×5 km estafette |

### Wereldbeker
Eindklasseringen
| Seizoen   | Algm | DI  | SP     | TdS |
| --------- | ---- | --- | ------ | --- |
| 2015/2016 | 58e  | –   | 37e    | DNF |
| 2016/2017 | 35e  | 42e | 21e    | DNF |
| 2017/2018 | 27e  | 31e | 21e    | 19e |
| 2018/2019 | 19e  | 25e | 10e    | DNF |
| 2019/2020 | 20e  | 32e | 7e     | DNF |
| 2020/2021 | 10e  | 17e | Zilver | 11e |

Wereldbekerzeges
| Nr. | Datum            | Plaats      | Onderdeel                |
| --- | ---------------- | ----------- | ------------------------ |
| 1.  | 19 december 2020 | Dresden     | Sprint (vrije stijl)     |
| 2.  | 9 december 2022  | Beitostølen | Sprint (klassieke stijl) |
| 3.  | 17 december 2022 | Davos       | Sprint (vrije stijl)     |
| 4.  | 31 december 2022 | Val Müstair | Sprint (vrije stijl) TdS |